# 922 a.C.
Il 922 a.C. (CMXXII a.C. in numeri romani) è un anno  del X secolo a.C.

## Eventi
- Scissione della Palestina: nascita dei regni d'Israele e Giuda.
- Cina: Gong è sovrano della dinastia Zhou occidentale.
- Megacle diventa arconte perpetuo ad Atene.